# La Forclaz (Haute-Savoie)
La Forclaz ist eine französische Gemeinde im Département Haute-Savoie in der Region Auvergne-Rhône-Alpes.

## Geographie
La Forclaz liegt auf 848 m, zwölf Kilometer südöstlich der Stadt Thonon-les-Bains (Luftlinie). Das Bergdorf erstreckt sich im zentralen Chablais, in einer Mulde am steilen östlichen Talhang hoch über der Dranse de Morzine, in den nördlichen Savoyer Alpen.
Die Fläche des 4,04 km² großen Gemeindegebiets umfasst einen Abschnitt des Chablais. Die westliche Grenze bildet die Dranse de Morzine, die hier ungefähr von Süden nach Norden in einem tief eingeschnittenen Tal verläuft. Bei den Gorges du Pont du Diable ist das Tal schluchtartig verengt. Im Süden reicht das Gemeindeareal bis zur Staumauer des Lac du Jotty, im Norden bis zur Einmündung der Dranse d’Abondance. Vom Flusslauf erstreckt sich der Gemeindeboden ostwärts über den steil ansteigenden und teilweise von Felswänden durchzogenen Hang bis auf die Pointe de l’Aiguille (1502 m) und die Pointes de Tréchauffex, auf denen mit 1580 m die höchste Erhebung von La Forclaz erreicht wird.
Zu La Forclaz gehören die Weilersiedlungen La Chavette (660 m), Le Cruet (770 m), Belmont (920 m) und Chalets de Tréchauffex (1250 m), alle am Steilhang von La Forclaz gelegen. Nachbargemeinden von La Forclaz sind Vinzier und Chevenoz im Norden, La Baume im Süden und La Vernaz im Westen.

## Geschichte
Seit 1740 bildet La Forclaz eine selbständige Gemeinde, vorher war es Teil von Le Biot.

## Sehenswürdigkeiten
Die Dorfkirche stammt aus dem 19. Jahrhundert und besitzt einen typischen Zwiebelturm im savoyardischen Stil. Eine weitere Sehenswürdigkeit ist die Naturbrücke in den Gorges du Pont du Diable.

## Bevölkerung
| Jahr                       | 1962 | 1968 | 1975 | 1982 | 1990 | 1999 | 2006 |
| Einwohner                  | 202  | 200  | 194  | 170  | 177  | 195  | 209  |
| Quellen: Cassini und INSEE |      |      |      |      |      |      |      |

Mit 225 Einwohnern (Stand 1. Januar 2022) gehört La Forclaz zu den kleinsten Gemeinden des Département Haute-Savoie. In der zweiten Hälfte des 20. Jahrhunderts verblieb die Bevölkerungszahl auf konstantem Niveau.

## Wirtschaft und Infrastruktur
La Forclaz ist noch heute ein überwiegend landwirtschaftlich geprägtes Dorf. Die Ortschaft liegt abseits der größeren Durchgangsstraßen, ist aber von der Hauptstraße, die von Thonon-les-Bains nach Morzine führt, relativ leicht erreichbar. Eine weitere Straßenverbindung besteht mit Le Fion (Gemeinde Chevenoz) im Vallée d’Abondance.